# Jiangcun
Jiangcun (kinesiska: 蒋村, 蒋村街道) är en socken i Kina. Den ligger i provinsen Zhejiang, i den östra delen av landet, omkring 11 kilometer väster om provinshuvudstaden Hangzhou. Antalet invånare är 29272. Befolkningen består av 13 186 kvinnor och 16 086 män. Barn under 15 år utgör 11,0 %, vuxna 15-64 år 81 %, och äldre över 65 år 6,0 %.
Genomsnittlig årsnederbörd är 1 869 millimeter. Den regnigaste månaden är juni, med i genomsnitt 328 mm nederbörd, och den torraste är november, med 74 mm nederbörd.